# Distretto di Śrem
Il distretto di Śrem (in polacco powiat śremski) è un distretto polacco appartenente al voivodato della Grande Polonia.

## Geografia antropica

### Suddivisioni amministrative
Il distretto comprende 4 comuni.
- Comuni urbano-rurali: Dolsk, Książ Wielkopolski, Śrem
- Comuni rurali: Brodnica